# Liège-i Püspökség
A Liège-i Püspökség (franciául: Principauté de Liège, hollandul: Prinsbisdom Luik, németül: Fürstbistum Lüttich,  vallón nyelven Principåté d’Lidje) történelmi állam, amely a Német-római Birodalom hűbéres állama volt 980-tól 1795-ig. Az 1500-as évektől kezdve a birodalom Alsó-rajna–vesztfáliai körzetéhez tartozott.
A püspökséghez tartozott a mai Liège és Limburg tartományok nagy része, valamint a mai Belgium és Hollandia területén található kisebb-nagyobb elszigetelt birtokok. A püspökök székhelye Liège városa volt (francia, Lüttich németül és Luik hollandul).
A püspökség legkorábbi elődje a Tongeren központtal a római uralom idején, a Kr. u. 4. században megalakult püspökség volt. Az első tongereni püspök Szent Szerváciusz volt, aki 344 vagy 345-ben foglalta el hivatalát. Az 5. században a római birodalom szétesését megelőző germán támadások miatt az első püspökség megszűnt és csak a 6-7. században sikerült újjászervezni. A püspökök sokat harcoltak a helyi pogányság ellen, de a lakosság keresztény hitre térítését csak Szent Lambert püspök (669-705?) tudta befejezni.
Lambert uralkodása idején a püspöksége székhelye már Maastricht városa volt, utóda Szent Hubertus Liège városába költöztette a székhelyet és ott építtette a Szent Lambert-katedrálist is.
A püspökök a 10. században kaptak világi hatalmat az egyházmegye területe felett, amikor megszerezték Huy grófságát. A püspökség területét tovább növelte Bouillon és környékével, 1096-tól (amelyről 1678-ban kénytelenek voltak lemondani a francia korona javára), Loon grófságával, 1366-tól és Horne grófságával, 1568-tól. A püspökség sosem volt hivatalosan a németalföldi tartományok része; sem a spanyol, sem az osztrák Habsburgok uralma alatt, bár világi irányítására, politikájára egy időben nagy hatást gyakoroltak a szomszédos Burgundia hercegei.
1795-ben szűnt meg, amikor az első francia köztársaság seregei megszállták a németalföldi tartományokat és területét felosztották az újonnan kialakított Meuse-Inférieure, Ourthe, és Sambre-et-Meuse tartományok között.
Legfontosabb városai bonnes villes) voltak Liège, Beringen, Bilzen, Borgloon, Bree, Châtelet, Ciney, Couvin, Dinant, Fosses-la-Ville, Hamont, Hasselt, Herk-de-Stad, Huy, Maaseik, Peer, Sint-Truiden, Stokkem, Thuin, Tongeren, Verviers, Visé és Waremme. Maastricht városa a püspök és a brabanti herceg közös igazgatása alatt volt.

## Eredete; az első püspökök

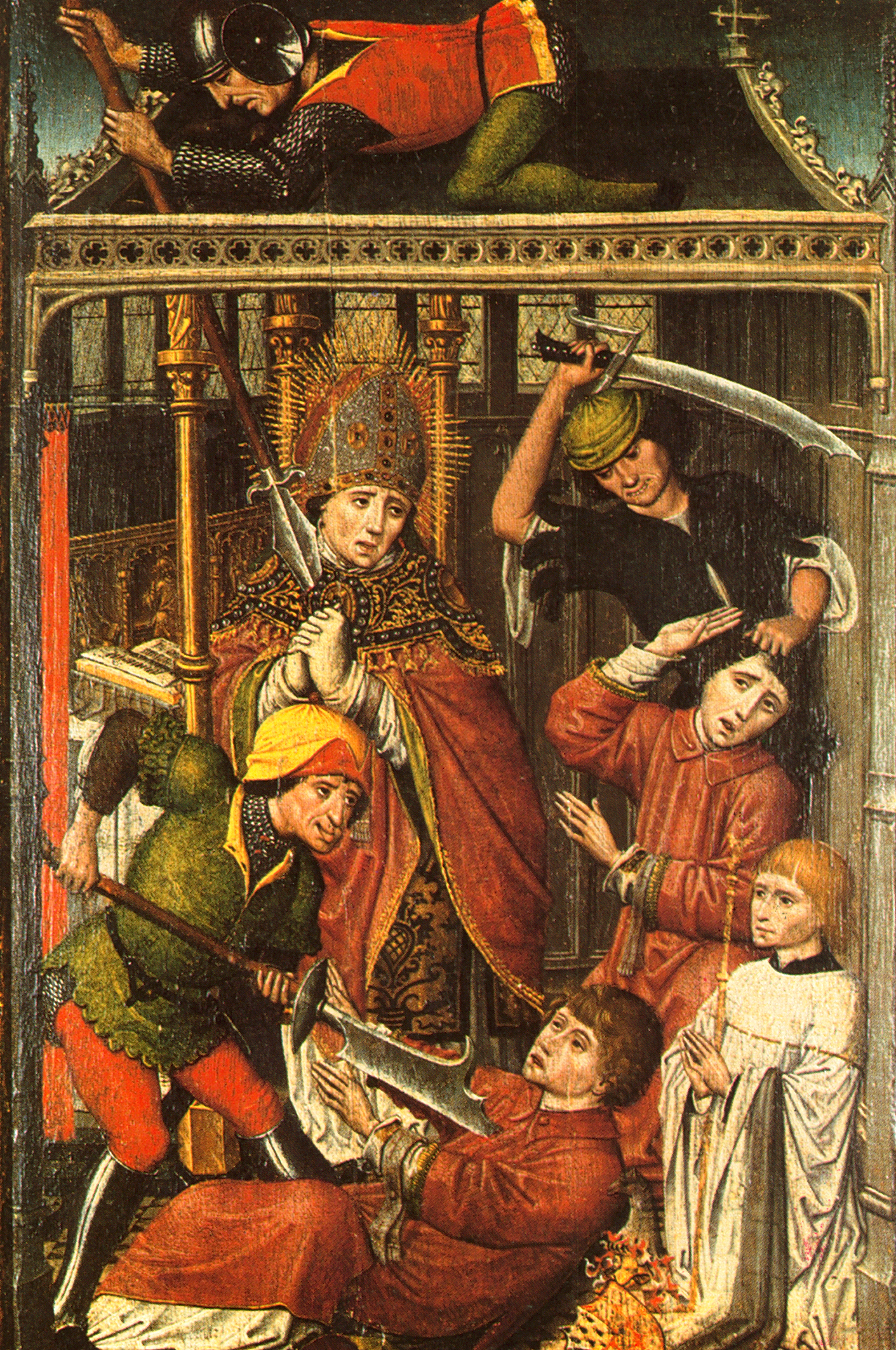
Szent Lambert mártírhalála

A püspökség első székhelye Liège-től északnyugatra, Tongeren városában volt, amely a Gallia Belgica római tartomány legfontosabb települése volt Atuatuca Tungrorum néven. A terület eredetileg a trieri, majd később a kölni érsek irányítása alá tartozott, és csak a 4. sz.-ban vált önállóvá. A püspökség határai egybeestek a Civitas Tungrorum polgári közigazgatási határaival, amelyek lényegében 1559-ig változatlanok maradtak. A tongereni püspöki egyházmegye északon az utrechti püspökséggel, keleten a kölni érsekséggel, délen a trieri püspökséggel és a reims-i érsekséggel, míg nyugaton Cambrai püspökségével volt határos. Területe délen Franciaország mai határához ért le, Chimay környékéig, keleten ide tartozott Stavelot, Aachen, Gladbach, és Venlo, a Semois-folyótól nyugaton egészen Antwerpen városáig terjedt, így mind germán, mind latin eredetű nyelveket beszélő népekre kiterjedt fennhatósága. Eredetileg 1636 egyházközséget foglalt magában, amelyeket 1559-ben összevontak és nyolc főesperességet, valamint 28 esperesi körzetet alakítottak ki.
Tongeren első ismert püspöke Szent Szerváciusz volt, aki 344 vagy 345-ben foglalta el a székét és 384-ig töltötte be a tisztséget. I. sz. 406-ban a vandálok, az alánok és a szvévek átlépték a Rajnát és megszállták Galliát és bár sikerült a rómaiaknak időlegesen visszafoglalni a tartományt, a püspökséget nem tudták újjászervezni. A római birodalom szétesése után a frankok uralma alá került Tongeren és környéke, akiket az i. sz. 6. sz. első felében Falco térített (részben) keresztény hitre. A későbbi püspökök is sokat küzdöttek a helyi pogányok ellen, Szent Amandusz (647-50) kétségbeesésében lemondott a püspöki székről, akárcsak utóda, Szent Remakulusz (650-60). A következő püspök, Szent Teodárd (660-69) mártírhalált szenvedett el. A pogányok megtérítését csak Szent Lambert (669-705?) püspök tudta befejezni.
A 6. sz.-i Szent Monulfusz püspök szép templomot építtetett Szent Szerváciusz sírja fölé és ezt lett a püspökök székhelye. Szent Lambert püspök idejében (669-705?) a székhely már Maastricht városában volt, majd Lambert mártírhalála után utóda, Szent Hubertusz, Liège városába helyezte át a püspökség székhelyét, bár a püspökök továbbra is a Tongresi vagy a Tongres és Liège-i egyházmegye püspöke címet viselték hivatalosan. Liège városában épült fel a Lambert földi maradványait őrző és nevét viselő bazilika is, amely a körülötte felépült püspöki lakhellyel a város központjává fejlődött.

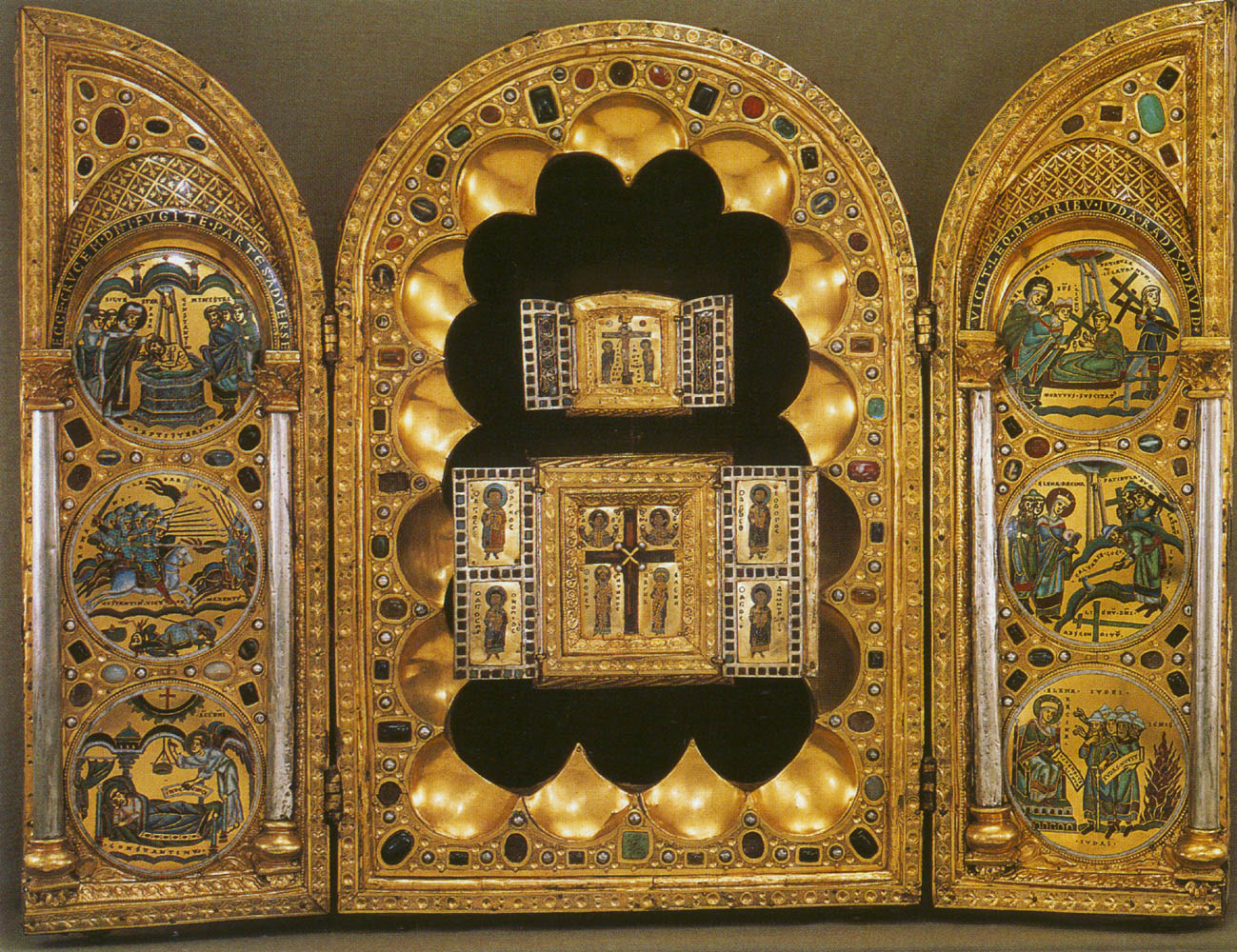
A Stavelot Triptych a moseli stílus egyik legszebb képviselője. The Morgan Library & Museum, New York

A püspökök kinevezésére mindig is nagy befolyással voltak a szomszédos nagyhatalmak. Szent Lambertet maga II. Pippin frank uralkodó nevezte ki a trónra, ahogyan később Agilbert (768–784) és Gerbald (785–810) püspököket Nagy Károly nevezte ki. Hartgar (841-855) építette az első püspöki palotát és ő volt I. Lothár francia király tanácsosa is a frank birodalmat felosztó verduni szerződés tárgyalásain. Franco püspök küzdelmét a normannok ellen Sedulius Scottus ír költő versben ünnepelte. A későbbi püspökök közül István (908–920), Richaire (920–945), Hugh (945–947), Farabert (947–958) és Rathier mint szerzetesek kezdték pályafutásukat. A katolikus egyház Istvánnak köszönheti a Szentháromság ünnepét. Heraclius, aki 959-től foglalta el a püspöki széket, nagyszabású építkezésekbe fogott: négy új egyházközségi templom, kolostor, két esperesi templomot épült irányításával, illetve bátorította a művészetek fejlődését, ami megteremtette a mozeli stílus alapjait.

## A herceg-püspökök

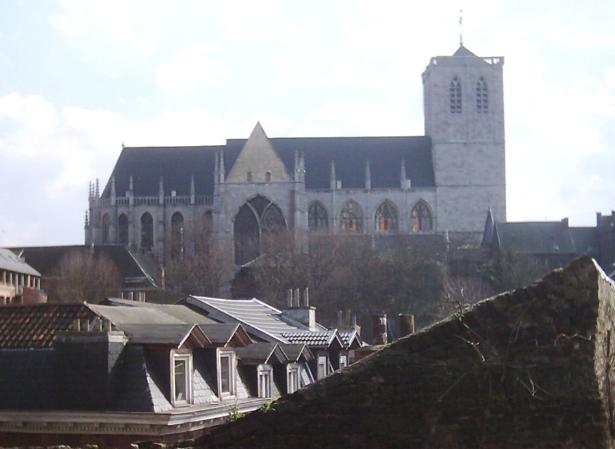
A Szent Márton-templom építése 965-ben kezdődött Heraclius irányítása alatt

A püspökség területét már korábban is gyarapították a környékbeli nemes urak adományai, illetve a püspökök által megszerzett területek, de csak Notger (972–1008) püspök kapta az első világi címet, miután megszerezte a szomszédos Huy Grófságot. Utódai megtartották a világi címeket az egyházi méltóságok mellett egészen a francia forradalom idejéig. A közbeeső majdnem nyolc évszázad alatt a herceg-püspökök az uralmuk alatt álló területek világi és egyházi elöljárói, bár névleg a német-római császárok hűbéresei voltak. A tényleges függetlenség elnyerésében nagy szerepe volt a püspökség elhelyezkedésének: mivel területe a francia korona és a Német-római Birodalom között helyezkedett el, nem egy alkalommal sikeresen játszották ki egymás ellen a két uralkodót.
Notger–t emellett Liège második alapítójának is tartják, hiszen újjáépítette a Szent Lambert-bazilikát és a püspöki palotát, befejezte a Szent Pál-templomot (amit még Heraclius kezdett el), megindította a Szent Denis és a Szent Kereszt templomok építését, valamint felépítette a Keresztelő Szent János-templomot. A templomépítkezések mellett jutott még ideje a város, illetve a püspökség egyházi igazgatásának újjászervezésére, és elterjesztette a Mindenszentek napjának ünnepét. Notger alatt tovább virágoztak a művészetek és a tudományok: Heraclius, Notger és utóduk, Wazo püspök alatt Liège városa volt a keresztény Európa legfontosabb tanulmányi és tudományos központja. Az itteni egyházi iskolákban tanult két későbbi pápa is, IX. István és II. Miklós. A későbbi püspökök, Balderic of Looz (1008–18), Wolbodo (1018–21), Durandus (1021–25), Reginard (1025–38), Nitard (1038–42), a már említett Wazo, és Theoduin (1048–75) igyekeztek a Notger által megszerzett pozíciót fenntartani.
Verduni Henrik (1075–91) püspök uralkodása alatt megalakult a püspökség első békebírósága, amely egyházi és világi ügyekben is ítélkezhetett. Otbert (1091–1119) tovább növelte a püspökség területét, mivel megvásárolta Bouillon várát és a környező uradalmat Godfrey de Bouillon-tól, aki részt vett az első keresztes hadjáratban és Jeruzsálem első keresztény királya lett. Otbert IV. Henrik német-római császár egyik leghűségesebb támogatója volt, a császár az ő vendégeként halt meg. Utóda, Namuri Henrik (1119–21 vértanúhalált halt. Juliersi Sándor püspök (1128–34) Liège városában egyszerre látta vendégül II. Ince pápát, III. Lothár császárt, és Clairvaux-i Szent Bernátot. Zachringeni Raoul püspök uralma alatt kezdte meg működését Liège-ben az egyházi megújulást szorgalmazó Lambert le Bègue, akinek a begina mozgalom megalapítását tulajdonítják. Körülbelül ebben az időben vették át Párizs egyetemei a vezető szerepet Liège-től. A párizsi egyetem első doktorai és a kor neves gondolkodói közül sokan a püspökségben születtek és nevelkedtek, mint például  Saint-thierryi Vilmos, Liège-i Gerard, Gottfried de Fontaines. Liège-i Alger (1055–1131) a liège-i Szent Bertalan-templom esperese volt és megírta a püspökség történetét, majd visszavonult a clunyi apátságba.
I. Albert liège-i püspök 1191-ben foglalta volna el a püspöki széket, de VI. Henrik német-római császár a püspökválasztást érvénytelennek nyilvánította és a püspöki tisztséget, valamint a vele járó világi hatalma Lothair de Hochstadt-nak adta. III. Celesztin pápa közbeavatkozott, érvényesítette a választást, felszentelte és bíborossá nevezte ki Albertet, majd a reimsi érsek beiktatta a püspöki székbe, de ennek ellenére 1192-ben három német lovag meggyilkolta Reims városában, feltehetőleg a császár tudomásával (ha nem is a parancsára). Később Albertet szentté avatták. Utódai közül Albert de Cuyck (1195–1200) 1195-ben elismerte Liège város polgárainak jogait és létrehozta a városi önkormányzatot. A 12. századtól a városi katedrális egyházi tanácsa egyre nagyobb szerepet kezdett játszani a püspök mellett és befolyást gyakorolt a világi és egyházi ügyekre is.

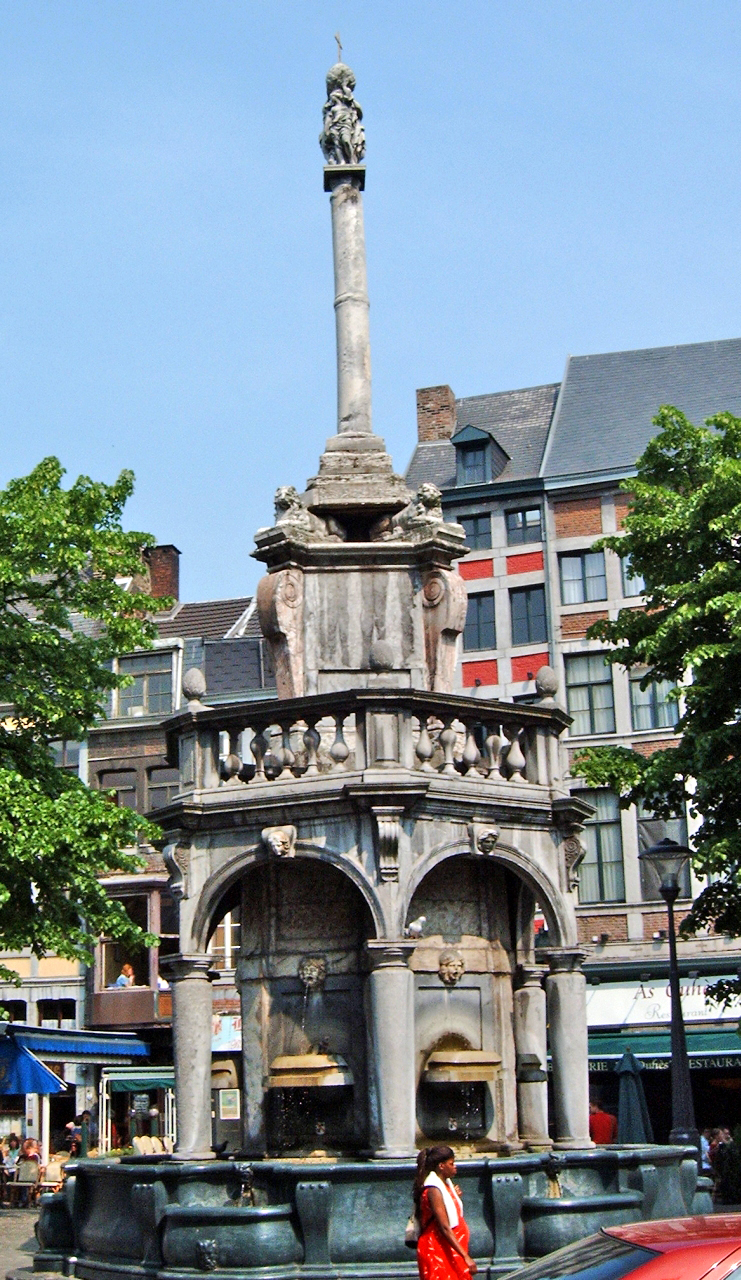
A perron Liège város egyik szimbóluma, amely a városi polgárok által megszerzett jogokat jelképezi

A 13-14. században folyamatos küzdelmek dúltak a városi polgárság szegényebb és gazdagabb rétegei között, amibe a püspökök igen gyakran beavatkoztak. A politikai küzdelem a 15. sz.-ban felkelésbe torkollott, amely végül az egyházi városmag pusztulását eredményezte. Thourotte-i Róbert uralkodása (1240–46) alatt a Cornilloni apátság-ban élő Júlia látomásaiban arra kapott utasítást, hogy alapítson ünnepet az Oltáriszentség tiszteletére. A püspök először habozott, de később hivatalosan is bevezette az ünnepet és külön tisztséget alapított, de halála megakadályozta, hogy terveit megvalósítsa. Ez a liège-i dominikánus szerzetesek korábbi apátjára, Saint-Cher-i Húgóra maradt, aki mint pápai legátus tért vissza a városba és 1252-ben az egész legátus területén kötelezővé tette az ünnepet. Troyesi János, aki előbb a városban volt főesperes, később mint IV. Orbán pápa az egész keresztény egyházban elrendelte az Úrvacsora megünneplését.
Egy másik korábbi liège-i főesperes, aki X. Gergely néven pápa lett, elmozdította székéből a tisztségre méltatlan Henriket (1247–74). Az 1316-ban, Adolph de La Marck (1313–44) püspöksége alatt aláírt Fexhe-i békeszerződés rendezte a püspök és alattvalói viszonyát, de a városi polgárság belső viszálya folytatódott, mígnem Arnould de Hornes (1378–89) püspöksége alatt a szegény polgárok pártja megszerezte a hatalmat. 1366-ban a püspök megszerezte a korábban önálló Loon grófságot, és kiterjesztette hatalmát a mai Limburg tartomány nagy részére.

## Burgundi és Habsburg befolyás

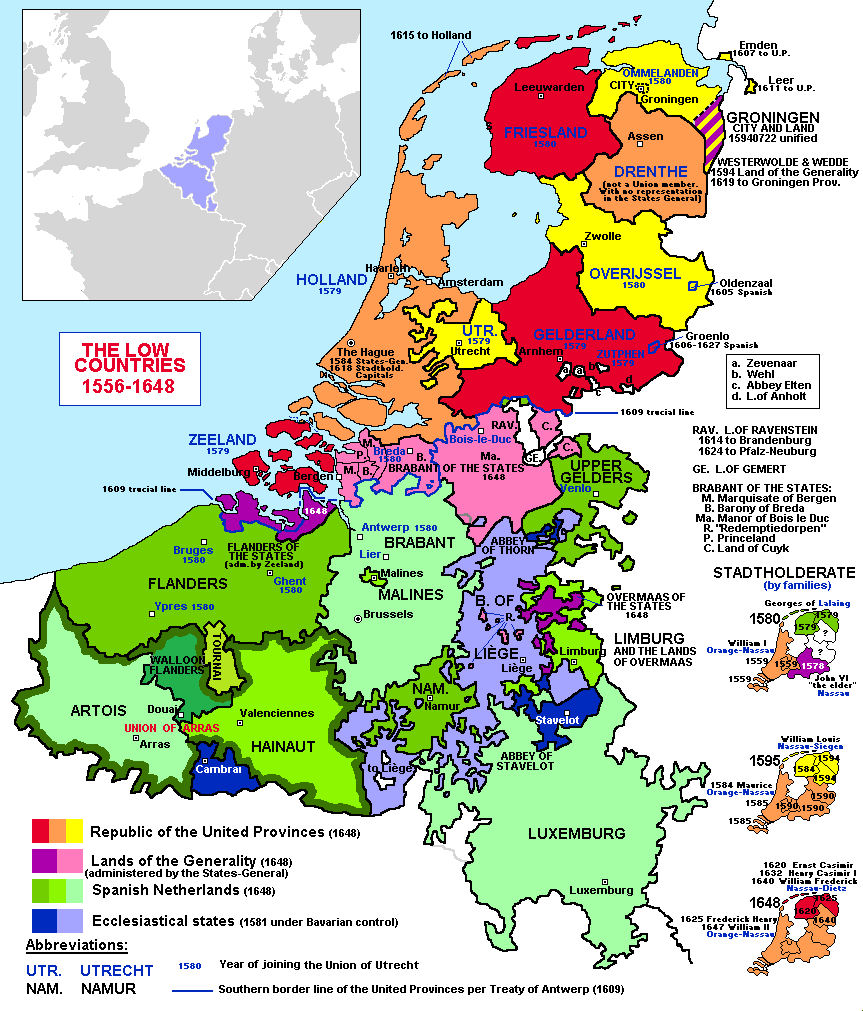
A herceg-püspökség területe a Németalföldön, 1556–1648 között

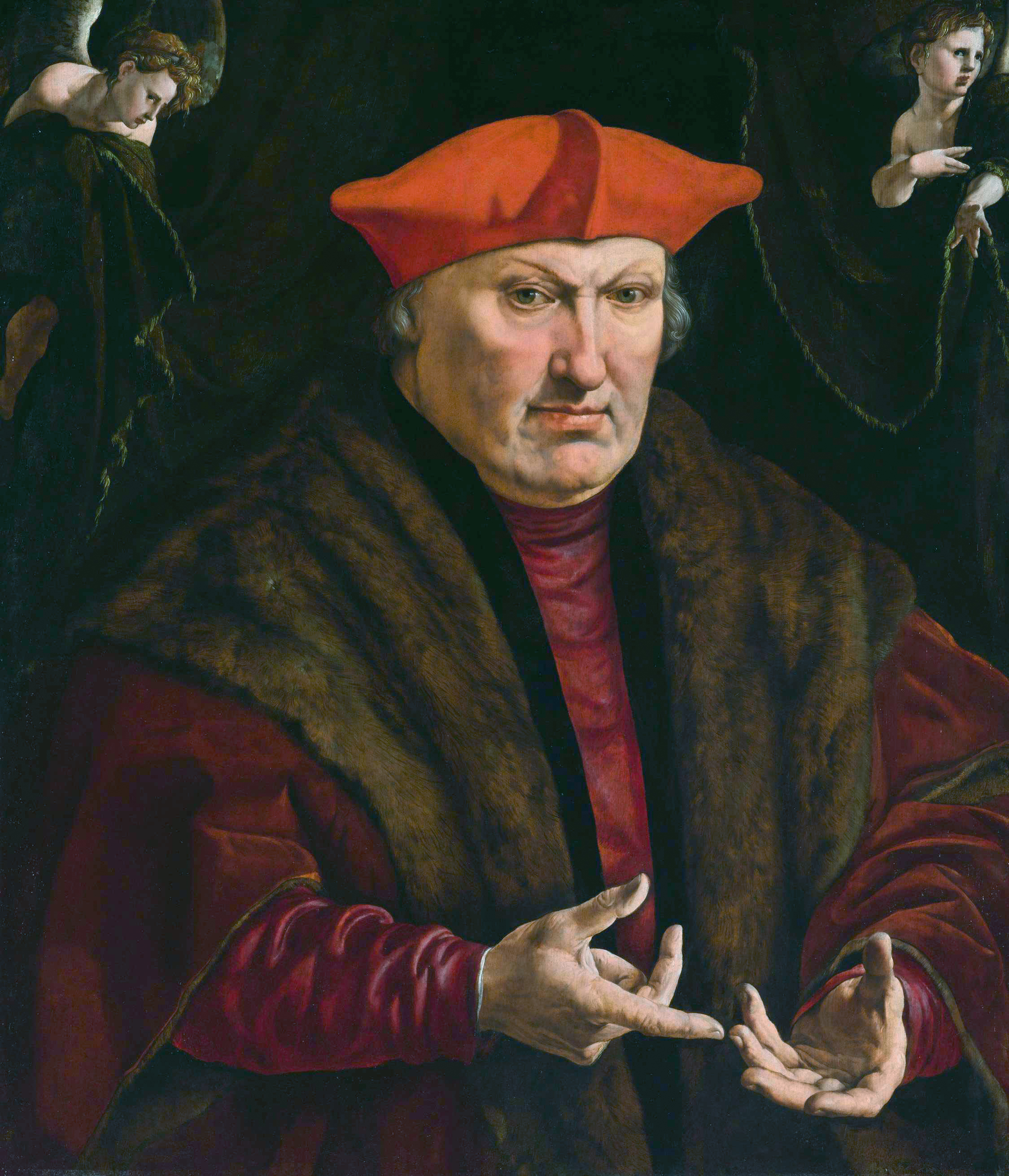
Erard de la Marck püspök arcképe, festette Jan Cornelisz Vermeyen (1500–59)

II. Lajos flamand gróf 1384-es halálát követően a korábban önálló Flamand Grófság egyesült a burgundi hercegséggel, és a burgundi hercegek megkezdték a korábban politikailag szétdarabolt Németalföld egyesítését uralmuk alatt. A püspökség továbbra is (névleg) önálló maradt, de a burgundi hercegek egyre nagyobb befolyást gyakoroltak a püspökök megválasztására, illetve politikájára. Bourbon Lajos püspököt (1456–82) csak III. Fülöp burgundi herceg politikai machinációi révén sikerült megválasztani a püspöki trónra, aki ellen a város népessége fellázadt és 1458-ban elkergették, helyére a német nemesi származású Marc de Bade-t ültették. A város ekkor előbb VII. Károly, majd fia és utóda, XI. Lajos francia király védnöksége alá került, de ennek ellenére 1468-ban Lajos és Merész Károly burgundi herceg egyesült seregei, hosszas ostrom után, elfoglalták és felégették, véget vetve ezzel a püspökválasztás demokratikus hagyományának is.
Merész Károly burgundi herceg halála után a hercegség lánya, Mária hozománya lett és így férjére, a Habsburg-családból származó I. Miksa német-római császárra szállt. A Miksát követő császár, V. Károly a Német-római Birodalom birtokainak felolsztása során a Tizenhét Tartományt, köztük a püspökség területe feletti fennhatóságot a spanyol Habsburgoknak adta.
V. Károly Erard de la Marckot nevezte ki a püspöki trónra (1505–38), akinek uralkodása alatt a város újjáépült és felvirágzott. Erard a művészetek bőkezű támogatója és a reformáció elleni küzdelem egyik jeles képviselője volt. Az utána következő püspökök is sokat küzdöttek a reformáció ellen, közülük is kiemelkedik Gerard de Groesbeeck (1564–80). E harc részeként, IV. Pál pápa (1559. (május 12-én kiadott Super Universi pápai bullája révén) új püspökségeket hozott létre a németalföldi tartományokban, elsősorban Liège kárára: Roermondi, a Bois-le-Duci, a (’s-Hertogenboschi és a Namur püspökségeket mind a korábban Liège alá tartozott egyházmegyékből hozták létre, és számos települést csatoltak a már korábban létező mecheleni és antwerpeni püspökséghez is. A korábbi 28 esperességből összesen 13 maradt a herceg-püspök befolyása alatt.

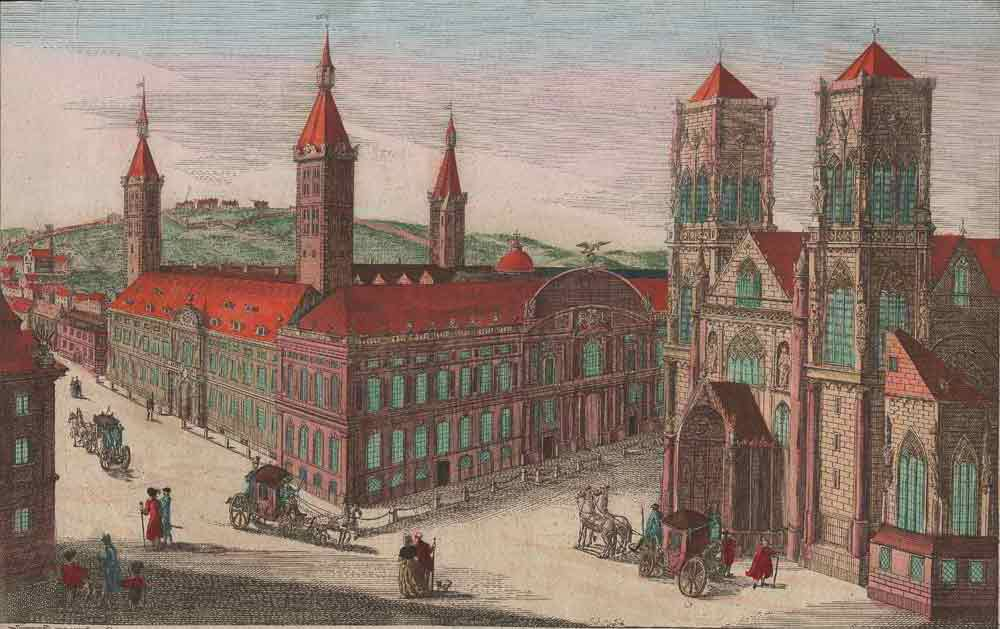
A Szent Lambert-katedrális és a püspöki palota a 18. században

A legtöbb 17. századi püspök Németalföldön kívül született, nemritkán számos püspöki címet viseltek egyszerre és idejük kis részét töltötték csak Liège-ben. Távollétük széles teret engedett a Chiroux és a Grignoux családok közötti viszálynak, aminek csak a kölni érsek 1681-es rendelete vetett véget. A pfalzi örökösödési háború idején, 1694-ben a Lipót császár által támogatott bajor József Kelemen kölni hercegérsek szerezte meg a Liège-i Püspökséget (haláláig, 1723-ig). A 18. század közepe felé a francia felvilágosodás eszméi kezdtek elterjedni a püspökség városi polgársága körében, különösen, hogy de Velbruck (1772–84) püspök bátorította és elősegítette terjedésüket. Ennek eredménye végül a de Hoensbroech püspök uralkodása (1781–92) idején, 1789. augusztus 18-án kirobbant forradalom, a Révolution liégeoise volt.
A francia forradalom eredményeként megalakult első köztársaság seregei 1794-es hadjáratukban elfoglalták Németalföld nagy részét és a püspökséget is. A forradalom vallásellenes eszméje nyomán a püspökséget feloszlatták, és területét felosztották az újonnan kialakított Meuse-Inférieure, Ourthe, és Sambre-et-Meuse megyék között. A franciák emellett maradandó sebet is ejtettek Liège városán, mivel lerombolták a Szent Lambert-katedrálist.

## A püspökség ma

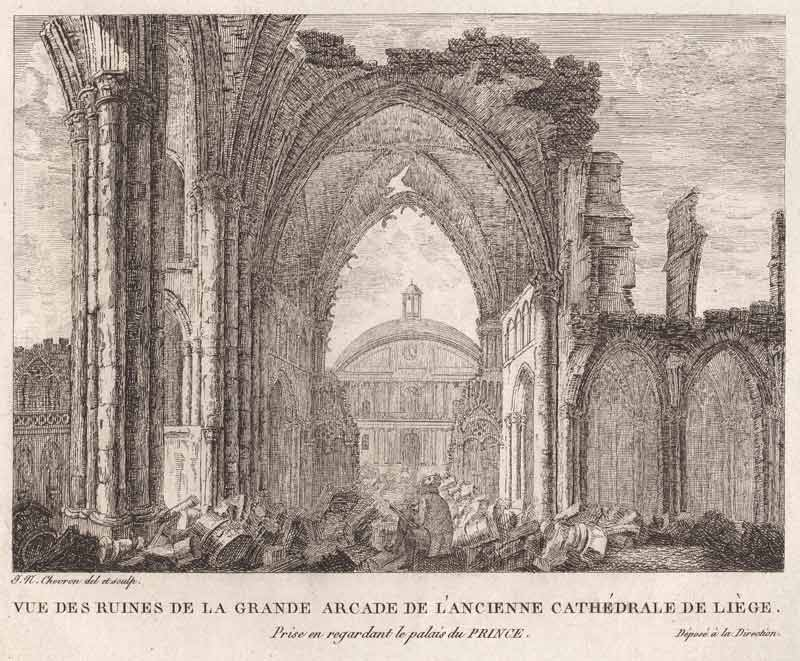
A Szent Lambert-katedrális lerombolása

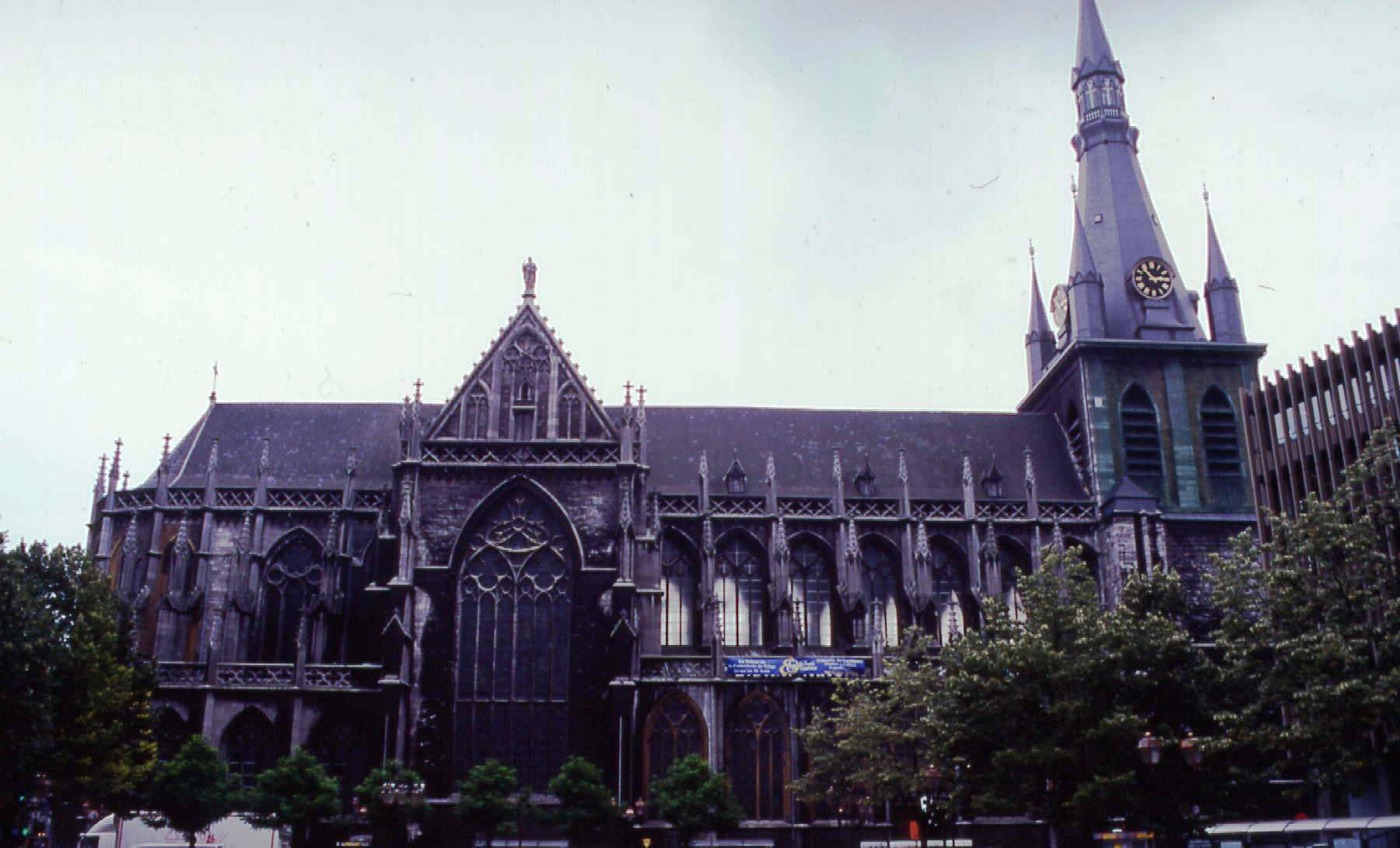
A Szent Pál-katedrális a püspökség székhelye, 1801-től

1795 után a püspökség területe beolvadt a francia forradalmi seregek által elfoglalt németalföldi területekbe és ebben már osztozott a többi belga tartomány sorsával. A püspökség hivatalos megszűntét erősítette meg az 1801-ben Bonaparte Napoléon és VII. Piusz pápa által aláírt konkordátum. 1802. április 10-én alakult meg a ma is létező püspökség, amelynek fennhatósága kezdetben az Ourte és a Meuse-Inférieure département-ekre terjedt ki. 1815-ben, Napoleon végső veresége után a püspökség a holland királysághoz került, de néhány egyházközségét Poroszországhoz csatolták, 1818-ban.
Az Egyesült Holland Királyságban a püspökség fennhatósága Liège és Limburg tartományokra terjedt ki. Az 1830-as belga szabadságharc során a püspök elvesztette fennhatóságát Limburg tartomány nagy része felett, amelyek ezután a Holland Királyságéi lett. A megmaradt területeket 1838. május 6-án Van Bommel püspök két esperesi kerületre osztotta fel. Az 1839-es londoni békeszerződés értelmében a püspökség hivatalosan is elvesztette fennhatóságát a hollandiai Limburg tartományban található egyházközségek felett. 1967-ben két részre szakadt a püspökség és a flamand többségű parókiák az újonnan megalakult Hasselt egyházmegye részei lettek.
Ma a Liège-i egyházmegye hivatalosan a Mechelen-Brüsszeli érsek fennhatósága alá tartozik, összesen 525 egyházközségben 543 felszentelt pappal kb. egymillió hívőt szolgál. A hívők túlnyomó többsége a francia, vagyis a vallon nyelvet beszéli, míg a keleti tartományokban, Eupen környékén, a németet. Az egyházmegye területe megegyezik a Liège tartomány közigazgatási területével.

## Érdekesség
Miután Szent István királyunk felvette a kereszténységet, nyugatról hívott papokat és püspököket az országba, mivel még nem álltak rendelkezésére magyar egyházfiak. Ezek a püspökök természetesen hozták magukkal kíséretüket, illetve a püspökség felépítéséhez és működtetéséhez szükséges mesterembereket. Így kerültek a 11. sz.-ban Liège környéki vallonok is Egerbe, az 1009-ben megalapított egyházmegye területére. Bár nem ismert a liège-i származású püspök kiléte, de idetelepülését belga krónikák is megerősítik. A vallonok Eger környéki jelenlétére még ma is számos földrajzi név utal, mint például Maklár, Nagytálya, Andornaktálya (Kistálya) községek neve, Egerben a Vallon utca, Tokaj-hegyalján pedig Tállya község.

## Fordítás
- Ez a szócikk részben vagy egészben  a   Prince-Bishopric of Liège című angol Wikipédia-szócikk fordításán alapul.  Az eredeti cikk szerkesztőit annak laptörténete sorolja fel. Ez a jelzés csupán a megfogalmazás eredetét és a szerzői jogokat jelzi, nem szolgál a cikkben szereplő információk forrásmegjelöléseként.